# فرد مورغان (لاعب رماية)
فرد مورغان (بالإنجليزية: Fred Morgan)‏ هو لاعب رماية جنوب أفريقي، ولد في 30 يونيو 1893 في جوهانسبرغ في جنوب أفريقيا، وتوفي في 29 أغسطس 1980 في بولاوايو في زيمبابوي.

## وصلات خارجية
- فرد مورغان على موقع أوليمبيديا (الإنجليزية)